# Liste du patrimoine mondial au Suriname
Cet article recense les sites inscrits au patrimoine mondial au Suriname.

## Statistiques
Le Suriname accepte la Convention pour la protection du patrimoine mondial, culturel et naturel le 23 octobre 1997. Le premier site protégé est inscrit en 2000.
Fin 2023, le Suriname compte 3 sites inscrits au patrimoine mondial, 2 culturels et 1 naturel. 

## Listes

### Patrimoine mondial
Les sites suivants sont inscrits au patrimoine mondial
| Id.  | Site | District   | Année | Superficie (ha) | Critères et notes    | Coordonnées                              | Illus. |
| ---- | --- | ---------- | ----- | --------------- | -------------------- | ---------------------------------------- | ------ |
| 940  | Centre ville historique de Paramaribo                                                                   | Paramaribo | 2002  | 30              | Culturel, (ii), (iv) | 5° 49′ 34″ nord, 55° 09′ 00″ ouest       |        |
| 1017 | Réserve naturelle du Suriname central                                                                   | Sipaliwini | 2000  | 1 600 000       | Naturel, (ix), (x)   | 4° 00′ nord, 56° 30′ ouest               |        |
| 1680 | Site archéologique de Jodensavanne : établissement de Jodensavanne et cimetière de Cassipora Creek (nl) | Para       | 2023  | 24,8            | Culturel, (iii)      | 5° 25′ 52,18″ nord, 54° 58′ 57,37″ ouest |        |

### Liste indicative
Le Surinanme ne compte plus aucun bien sur sa liste indicative depuis l'inscription du site archéologique de Jodensavanne.